# Melanophilharmostes
Melanophilharmostes  is een kevergeslacht uit de familie Hybosoridae. De wetenschappelijke naam van het geslacht werd voor het eerst geldig gepubliceerd in 1968 door Paulian.

## Soorten
- Melanophilharmostes ashantii Paulian, 1974
- Melanophilharmostes bicarinatus Paulian, 1974
- Melanophilharmostes burgeoni (Paulian, 1946)
- Melanophilharmostes carinatus Paulian, 1974
- Melanophilharmostes carvalhoi Martinez, 1970
- Melanophilharmostes demirei Paulian, 1977
- Melanophilharmostes donisi (Basilewsky, 1955)
- Melanophilharmostes endroedyi Paulian, 1968
- Melanophilharmostes ghanae Paulian, 1974
- Melanophilharmostes ocellatus Paulian, 1968
- Melanophilharmostes palustris Petrovitz, 1968
- Melanophilharmostes posthi (Paulian, 1937)
- Melanophilharmostes pseudoposthi Paulian, 1977
- Melanophilharmostes puncticeps (Paulian, 1946)
- Melanophilharmostes pygmaeus Petrovitz, 1968
- Melanophilharmostes tuber Grebennikov, 2022[2]
- Melanophilharmostes vincenti Paulian, 1968
- Melanophilharmostes zicsii Paulian, 1968